# Agri Bavnehøj
Agri Bavnehøj är en kulle i Syddjurs kommun i Region Mittjylland i Danmark. Toppen på Agri Bavnehøj är 138 meter över havet. Agri Bavnehøj ingår i Nationalpark Mols Bjerge.